# Onthophagus clermonti
Onthophagus clermonti är en skalbaggsart som beskrevs av Renaud Maurice Adrien Paulian 1931. Onthophagus clermonti ingår i släktet Onthophagus och familjen bladhorningar. Inga underarter finns listade i Catalogue of Life.